# Gerebes
Gerebes (1899-ig Povina, szlovákul Povina) község Szlovákiában, a Zsolnai kerületben, a Kiszucaújhelyi járásban.

## Fekvése
Zsolnától 12 km-re északkeletre a Gerebesi-patak partján fekszik.

## Története
1438-ban „Povina” alakban említik először, ekkor a budatíni váruradalomhoz tartozott. A falut teljesen körbeveszi az erdő, amely a címerében is kifejezést nyer. 1507-ben „Powyne”, 1598-ban „Powinna” alakban említik. 1598-ban 10 portája és egy malma volt. 1784-ben 88 házában 559 lakos élt.
A 18. század végén Vályi András így ír róla: „POVINA. Tót falu Trentsén Vármegyében, földes Ura Gróf Szúnyog Uraság, lakosai katolikusok, fekszik Kisucza Újhelynek szomszédságában, mellynek filiája, határja ollyan, mint Lieszkoveczé, második osztálybéli.”
1828-ban 104 háza volt 920 lakossal. Lakói pásztorkodással, állattartással, favágással, faárukészítéssel, háziiparral, kosárfonással, drótozással foglalkoztak.
Fényes Elek 1851-ben kiadott geográfiai szótárában így ír a faluról: „Povina, tót falu, Trencsén vmegyében, Kisucza-Ujhelyhez egy fertály. Számlál 863 kath. Földjei meglehetősek; rétjei igen jók. F. u. budetini urad. Ut. p. Zsolna.”
Első iskolája 1868-ban épült. A trianoni békéig Trencsén vármegye Kiszucaújhelyi járásához tartozott.
Még 1930-ban is több mint 30 kosárfonó dolgozott a községben. Mások Kiszucaújhely és Ostrava üzemeiben dolgoztak.

## Népessége
| Év:            | 1994. | 2004.   | 2014.   | 2024.   |
| -------------- | ----- | ------- | ------- | ------- |
| Emberek száma: | 1113  | 1123    | 1147    | 1149    |
| Eltérés:       |       | +0,89 % | +2,13 % | +0,17 % |

| Év:            | 2023. | 2024.   |
| -------------- | ----- | ------- |
| Emberek száma: | 1146  | 1149    |
| Eltérés:       |       | +0,26 % |

1910-ben 715 lakosából 705 szlovák anyanyelvű volt.
2001-ben 1122 lakosából 1103 szlovák volt.
2011-ben 1145 lakosából 1118 szlovák volt.
2021-ben 1138 lakosából 1099 (+1) szlovák, 11 (+1) egyéb és 28 ismeretlen nemzetiségű volt.

## Nevezetességei
- Szűz Mária tiszteletére szentelt katolikus kápolnája a 18. században épült, a 20. században megújították.
- A faluban a népi építészet szép példái láthatók.
- Területén kénes ásványvízforrás tör fel.

## Külső hivatkozások
- Községinfó
- Gerebes Szlovákia térképén
- Gerebes a Kiszucai régió honlapján
- E-obce.sk